# Anguliphantes ryvkini
Anguliphantes ryvkini là một loài nhện trong họ Linyphiidae.
Loài này thuộc chi Anguliphantes. Anguliphantes ryvkini được Andrei V. Tanasevitch miêu tả năm 2006.